# Габех
Габех или гава теписи (перс. گبه) су традиционална врста персијских тепиха.
Габех је познат као гава на курдском и лурском, а назива се и кхерсак (خرسک< у Бакхтиари), што дословно значи „медвеђе младунче“. Традиционално је намењен као тепих за спавање. Габех је ручно ткани тепих од гомиле грубог квалитета и средње величине (90 х 150 cm). Карактерише га апстрактни дизајн који се ослања на отворена поља боја и разиграност са геометријом. Ова врста тепиха је популарна међу становништвом иранских планина Загрос, укључујући Курде, Лури и Кашкајце. Габех обично праве жене.
Габбех теписи су много дебљи и грубљи од других персијских тепиха; понекад могу бити и до 2.5 cm дебљине. У ствари, габех је више ћилим него тепих. Сама реч габех потиче од персијског گبه, што значи сиров, природан, нерезан. Ово је груб тип тепиха.
Шаре тепиха су врло основне са само ограниченим бројем украсних, углавном правоугаоних објеката који углавном личе на животиње. У габеху се обично користе светле боје, попут жуте и црвене. Иако се у дизајну користе велика поља једнобојне боје, боја је шаролика (боја варира по целом тепиху, са појавом различитих обојених зона).
Гава су направљене од природног, ручно плетеног вуненог предива, а све боје су креиране природном биљном бојом. Због своје релативне лакоће производње (мање прецизан узорак, мали број чворова по квадратном центиметру) габех је једна од јефтинијих врста персијског тепиха.
Осамдесетих година 20. века, након што је ирански уметник Парвиз Танаволи експериментисао са биљно обојеним габехом, Голамрез Золанвари је почео да производи тепихе у већим количинама, запошљавајући ткаље. Повећана производња породице Золанвари, је пропратила увођење нових дезена и извршила је значајан утицај на европско тржиште тепиха.